# Cyllene owenii
Cyllene owenii is een slakkensoort uit de familie van de Nassariidae. De wetenschappelijke naam van de soort is voor het eerst geldig gepubliceerd in 1834 door Gray in Griffith & Pidgeon.